# Viola incisa
Viola incisa Turcz. – gatunek roślin z rodziny fiołkowatych (Violaceae). Występuje naturalnie w Rosji (na Syberii i w Kraju Nadmorskim), Kazachstanie, Mongolii oraz Chinach (w prowincjach Hebei, Jilin, Liaoning, Shaanxi, Shanxi, a także w regionie autonomicznym Mongolia Wewnętrzna). 

## Morfologia
PokrójBylina dorastająca do 6 cm wysokości, tworzy kłącza.
LiścieBlaszka liściowa ma owalny kształt. Mierzy 0,8–2,6 cm długości oraz 0,6–1,5 cm szerokości, jest ząbkowana lub falista na brzegu, ma klinową nasadę i tępy wierzchołek. Ogonek liściowy jest nagi. Przylistki są lancetowate.
KwiatyPojedyncze, wyrastające z kątów pędów. Mają działki kielicha o owalnym lub eliptycznym kształcie i dorastające do 3–5 mm długości. Płatki są odwrotnie jajowate i mają fioletową barwę oraz 12–13 mm długości, dolny płatek posiada obłą ostrogę o długości 3-5 mm.

## Biologia i ekologia
Rośnie na obrzeżach lasów górskich, polanach i murawach na zboczach gór. Występuje na wysokości do 1300 m n.p.m. Kwitnie od kwietnia do maja, natomiast owoce pojawiają się od czerwca do października. 